# Frank Wickermann
Frank Wickermann (* 13. Januar 1966 in Bochum; † 2. April 2020) war ein deutscher Schauspieler und Regisseur.

## Leben
Wickermann studierte von 1986 bis 1990 Germanistik, Theater-, Film- und Fernsehwissenschaften an der Ruhr-Universität Bochum, danach bis 1994 Schauspiel an der Westfälischen Schauspielschule Bochum. Als Theaterschauspieler und Regisseur wirkte er lange Jahre am Schlosstheater Moers, daneben war er auch am Schauspielhaus Bochum und am Theater Oberhausen tätig. Er spielte auch einige Filmrollen. Seit 2011 lehrte er Schauspiel an der Folkwang Universität der Künste.
Wickermann wurde mehrfach als bester Schauspieler der NRW-Kritikerumfrage der Welt am Sonntag genannt.

## Filmografie (Auswahl)
- 2006: Die Wilden Hühner
- 2006: Der freie Wille
- 2006: Neger, Neger, Schornsteinfeger!
- 2007: Die Wilden Hühner und die Liebe
- 2008: Die Entdeckung der Currywurst
- 2015: Lindenstraße (Fernsehserie, 1 Folge)
- 2016: Marie Brand und die rastlosen Seelen (Fernsehreihe)
- 2017: Friesland: Irrfeuer (Fernsehreihe)